# Claire Ly
Claire (Chhay Hun) Ly est une écrivaine française d'origine cambodgienne, née le 25 octobre 1946 dans la province de Battambang, au nord-ouest du Cambodge. Survivante de la période des Khmers rouges, Claire Ly est connue pour ses ouvrages sur son expérience spirituelle et sa découverte du christianisme. En 2009, elle est promue chevalier de la Légion d'honneur ; elle reçoit par ailleurs le prix des librairies Siloë.

## Biographie
Claire Ly, née Ky Chhay Hun, est la fille Ky Sean Ho, un homme d'affaires de Battambang (Cambodge), et de Ky Loebieng. Après avoir passé son enfance dans la ville de Battambang, elle déménage à Phnom Penh, la capitale du Cambodge, où après le lycée français Descartes, elle poursuit ses études universitaires à l'Université royale. Elle obtient sa licence de philosophie en 1968 et sa licence ES d'économie en 1970. Elle enseigne la philosophie au lycée Sisowath de Phnom Penh pendant quatre ans avant de devenir, en 1972, directrice de l'Institut de khmérisation de Phnom Penh. 
En avril 1975, les Khmers rouges prennent le pouvoir au Cambodge et mettent en place un régime totalitaire communiste. Claire Ly, comme des millions d'autres personnes, est victime du nouveau régime qui vide les villes de leurs habitants et les envoie en rééducation dans les campagnes. Elle va passer quatre ans dans le camp de rééducation de Prèk Chhik, au nord de Battambang. Durant cette période, Claire Ly perd de nombreux membres de sa famille, dont son père, son mari, Ly Chéany, et deux de ses frères. D'origine bouddhiste, c'est dans le camp de Prèk Chhik, alors qu'elle souffre de malnutrition et de mauvais traitements, que Claire Ly fait l'expérience spirituelle de la découverte du « Dieu des Occidentaux ».  
En 1979, le Cambodge est envahi par le Viêt Nam, ce qui entraîne l'effondrement du régime des Khmers rouges. Profitant de cette occasion, Claire Ly s'enfuit du Cambodge et passe presque une année dans le camp Khao I Dang, un camp de réfugiés situé en Thaïlande, avant de  trouver refuge en France en 1980. Accueillie par une communauté interreligieuse, elle s'établit dans un petit village du Sud de la France avec ses trois enfants. Elle se convertit à la religion catholique et est baptisée en 1983.  
Pour subvenir aux besoins de sa famille, Claire Ly suit une formation accélérée de secrétariat et travaille pendant une vingtaine d'années comme secrétaire, avant de commencer à enseigner à l'ISTR (Institut de sciences et théologie des religions, Marseille) en 2000, et elle devient membre du conseil plénier de l'Institut catholique de la Méditerranée (ICM) en 2012. 
Depuis la parution de son premier ouvrage Revenue de l’enfer en 2002, Claire Ly a donné plus de 1 000 conférences en France, en Belgique, en Suisse, en Italie et au Cambodge. Elle a aussi participé à 140 émissions de télévision et de radio (28 minutes, Arte ; « Pardon… et après ? », Présence Protestante, France 2 ; « Claire Ly : un cœur qui écoute », KTO ; France 5, sur la tragédie khmère rouge ; télévision suisse romande ; télévision italienne RAI ; RCF ; radio Notre-Dame, Paris). 
En 2009, elle est nommée chevalier de la Légion d'honneur et, en 2012, la communauté Gariwo (Garden of the Righteous of Milan) la reconnait comme un « témoin de mémoire ».
Claire Ly continue à participer à des forums de discussion et à publier des articles pour soutenir le dialogue interreligieux (bouddhisme, christianisme) et interculturel (Orient, Occident).

## Œuvres

### Récits et nouvelles
- Revenue de l'enfer, éditions de l'Atelier, 2002  (ISBN 978-2-7082-3899-2). Livre audio : éditions CdL. Éd. italienne : Tornata Dall'inferno, éditions Paoline, Milan, 2006. Éd. polonaise : Powrót z piekta, éditions ESPE, Cracovie, 2006.
- Revenue de l'enfer est traduit en cambodgien et est déposé comme pièce à conviction aux CETC (Chambres extraordinaires au sein des tribunaux cambodgiens) – nom officiel du tribunal spécial qui reçoit une assistance internationale par le biais de l’assistance des Nations unies aux procès des Khmers rouges.
- Retour au Cambodge, éditions de l'Atelier, 2007  (ISBN 978-2-7082-3896-1), prix des librairies Siloë. Éd. italienne : Ritorno in Cambogia, éditions Paoline, Milan, 2008.
- La Mangrove, éditions Siloë, 2011  (ISBN 978-2-84231-514-6). Éd. italienne : La Mangrovia, éditions Paoline, Milan, 2012.

### Livres illustrés
- Kosâl et Moni, éditions Siloë, 2009  (ISBN 978-2-7082-3899-2).

### Articles et actes de colloque
- L'adoption sans désintégration, Acte de colloque international de l’équipe de recherche Annonce, Dialogue et Culture Contemporaines (ADCC) à la faculté de théologie, Université de Lyon, Éditions Saint Joseph, 2018.
- « Sagesse bouddhique et christianisme », Revue Christus : La place de l’autre, hors-série n° 254, 2017.
- Le pardon, un défi dans l’histoire, Actes de colloque de l’Institut catholique d’études supérieures (ICES) de La Roche-sur-Yon, 2015.
- « Le pardon, itinéraire ou obligation », Un monde tortionnaire, Rapport ACAT , 2014.
- « L’accueil du nouveau dans la fidélité à l’héritage », revue Christus n° 233, 2012.
- « Rencontre intérieure entre le bouddhisme et le christianisme », Paroles de chrétiens en terres d’Asie, éditions Karthala, 2011.